# 姬路市
姬路市（日语：／ Himeji shi */?）是位於日本近畿地方西部、兵庫縣西南部（播磨地方）的都市，也是播磨地方的經濟、文化及教育中心。人口超過53萬，是兵庫縣內次于神戶市的第二大城市，同時也是日本首批中核市。姬路市和周圍的城市共同組成了人口超過70萬人的姬路都市圏。
姬路市有著悠久的歷史，擁有已被列為世界文化遺產的姬路城和圓教寺等眾多文化財產。「姬路」這一地名來自於姬路城所在的姬山的古名。這個地名起源於這一帶在古代養蠶業繁盛，而在古代蠶的讀法是。在《播磨國風土記》中，也有名為的地名出現。

## 歷史
姬路市周邊地區於繩文時代已有人類居住。自7世紀大化改新之後，因播磨國的國府置於這裡，姬路成為播磨地方的中心。8世紀中期時，聖武天皇在姬路建造國分寺，同一時期還建造了广峰神社、书写山圆教寺等重要宗教建築。室町時代時期，播磨國豪族赤松氏在姬山修建要塞。在安土桃山時代，豐臣秀吉於1581年（天正9年）修建了具天守的姬路城，此為姬路的城下町歷史之始:81。

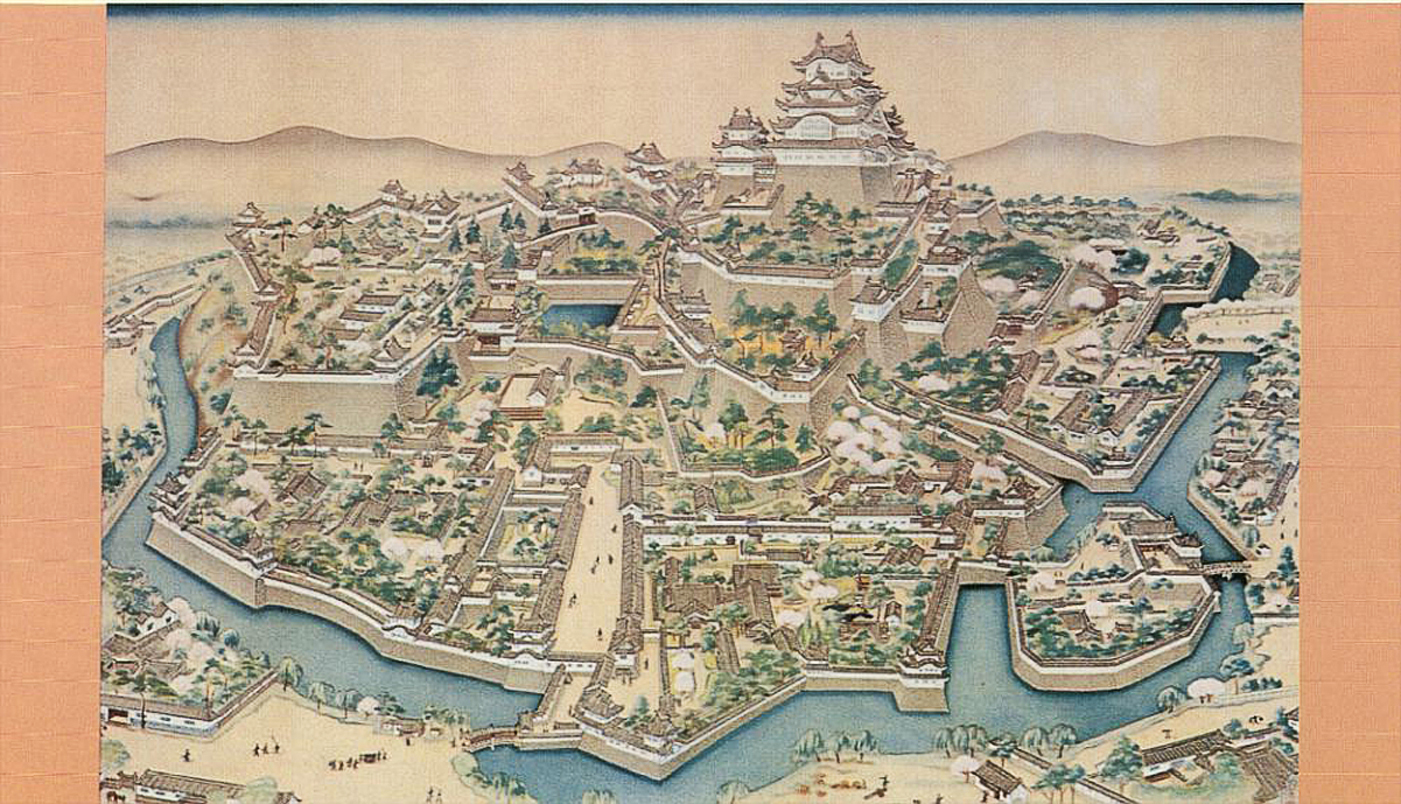
明治初期的姬路城

關原之戰之後1601年，德川家康的女婿池田輝政被移封至此，成立了姬路藩，現在的姬路城就是興建於池田輝政統治時期。1617年由於当时的藩主池田光政過於年幼，池田氏被轉封至鳥取藩，由德川家康重臣本多忠勝之子本多忠政接替姬路藩。在池田輝政和本多忠政統治時期，除了姬路城竣工之外，姬路的城下町格局亦在這一時期基本完成，確立了現在姬路市中心地區的城市格局。一直到江戶時代結束，姬路藩的領主經過多達九次的變動，但此後皆由親藩大名或譜代大名治理。
明治維新之後，日本政府在1871年實施廢藩置縣，姬路藩改設為姬路縣（後改名為飾磨縣），姬路也跟著成為姬路縣的縣廳所在地，直到1876年8月，飾磨縣被併入兵庫縣，姬路的地理位置雖然位於新兵庫縣的中部，但因在江戶時代是譜代大名領地，在新政府中發言力較低，因此兵庫縣縣廳所在地拱手讓給神戶市:81。
1889年，日本實施市制，姬路市成為日本第一批的市之一:270。近代姬路是一座軍事都市，1898年，大日本帝國陸軍第10師團設置在姬路，標誌姬路獲得了「軍都」的地位:84。1888年，姬路到兵庫車站之間的鐵路開通，當地的交通條件大幅改善，亦加速了近代工業的發展:84。1923年神戶明石電鐵（現山陽電鐵）和1936年姬津線（現姬新線）的開通使得姬路成為鐵路交通樞紐。鐵路的開通使得姬路的都市發展主軸從東西方向的西國街道轉為南北方向的御幸通，可見鐵路對姬路城市發展的巨大作用:84。
在第二次世界大戰期間，因姬路市的「軍都」地位，加上姬路是重要的鐵路樞紐和工業都市，使得姬路成為美國第21轟炸機司令部的轟炸目標。姬路在二戰末期的1945年6月22日和7月3日兩次遭到大規模空襲，其中又以7月3日空襲的規模最大。美軍在這場空襲中擲下了767噸炸藥，摧毀了姬路市63.3%的建築區，約170人在空襲中遇難，總戶數的40%被燒毀。但幸運的是姬路城在空襲中逃過一劫。
戰後姬路市在1930年代至1950年代期間合併了附近的多個行政區劃，使得轄區面積倍增，人口也從約11萬人增加到17萬人:85。1948年，姬路市實施戰災復興事業，其代表工程之一是在姬路城和姬路車站之間修建了寬50米的道路，都市再開發迅速進展，姬路市的城市面貌在戰後發生巨大變化:85。1964年，在經過八年的施工之後，姬路城的昭和大修理工程竣工。兩年之後，姬路市政府為紀念修理工程舉辦姬路大博覽會，象徵姬路市進入新的時代。1996年，姬路市升格為中核市。2006年，周邊的家島町、夢前町、香寺町、安富町被併入姬路市，形成現在姬路市的範圍。2015年，姬路城的平成大修理工程竣工，使得前往姬路市觀光的遊客數大增，亦讓姬路城首次成為日本觀光客人數最多的城堡。

### 市町村合併變遷表
| 1889年4月1日 | 1889年-1926年           | 1926年-1944年            | 1926年-1944年           | 1926年-1944年           | 1944年-1954年             | 1954年-1989年            | 1954年-1989年           | 1989年-現在              | 現在   |
| ------------ | ----------------------- | ------------------------ | ----------------------- | ----------------------- | ------------------------- | ------------------------ | ----------------------- | ------------------------ | ------ |
| 林田村       | 林田村                  | 林田村                   | 林田村                  | 林田村                  | 林田村                    | 1955年3月25日 林田町     | 1967年3月5日 併入姬路市 | 姬路市                   | 姬路市 |
| 伊勢村       |                         |                          |                         |                         |                           | 1955年3月25日 林田町     | 1967年3月5日 併入姬路市 | 姬路市                   | 姬路市 |
| 太市村       | 太市村                  | 太市村                   | 太市村                  | 太市村                  | 1954年7月1日 併入姬路市   | 姬路市                   | 姬路市                  | 姬路市                   | 姬路市 |
| 大津村       | 大津村                  | 大津村                   | 大津村                  | 大津村                  | 1946年3月1日 合併為姬路市 | 姬路市                   | 姬路市                  | 姬路市                   | 姬路市 |
| 部村         |                         |                          |                         |                         | 1946年3月1日 合併為姬路市 | 姬路市                   | 姬路市                  | 姬路市                   | 姬路市 |
| 勝原村       |                         |                          |                         |                         | 1946年3月1日 合併為姬路市 | 姬路市                   | 姬路市                  | 姬路市                   | 姬路市 |
| 旭陽村       | 旭陽村                  | 旭陽村                   | 旭陽村                  | 1942年4月1日 併入網干町 | 1946年3月1日 合併為姬路市 | 姬路市                   | 姬路市                  | 姬路市                   | 姬路市 |
| 網干町       |                         |                          |                         |                         | 1946年3月1日 合併為姬路市 | 姬路市                   | 姬路市                  | 姬路市                   | 姬路市 |
| 砥堀村       | 砥堀村                  | 1933年4月1日 併入姬路市  | 姬路市                  | 姬路市                  | 1946年3月1日 合併為姬路市 | 姬路市                   | 姬路市                  | 姬路市                   | 姬路市 |
| 姬路市       | 姬路市                  | 姬路市                   | 姬路市                  | 姬路市                  | 1946年3月1日 合併為姬路市 | 姬路市                   | 姬路市                  | 姬路市                   | 姬路市 |
| 城北村       | 1925年4月1日 併入姬路市 | 姬路市                   | 姬路市                  | 姬路市                  | 1946年3月1日 合併為姬路市 | 姬路市                   | 姬路市                  | 姬路市                   | 姬路市 |
| 水上村       | 水上村                  | 1933年4月1日 併入姬路市  | 姬路市                  | 姬路市                  | 1946年3月1日 合併為姬路市 | 姬路市                   | 姬路市                  | 姬路市                   | 姬路市 |
| 市殿村       | 1912年4月1日 城南村     | 1935年10月1日 併入姬路市 | 姬路市                  | 姬路市                  | 1946年3月1日 合併為姬路市 | 姬路市                   | 姬路市                  | 姬路市                   | 姬路市 |
| 國衙村       | 1912年4月1日 城南村     | 1935年10月1日 併入姬路市 | 姬路市                  | 姬路市                  | 1946年3月1日 合併為姬路市 | 姬路市                   | 姬路市                  | 姬路市                   | 姬路市 |
| 高岡村       |                         | 1935年10月1日 併入姬路市 | 姬路市                  | 姬路市                  | 1946年3月1日 合併為姬路市 | 姬路市                   | 姬路市                  | 姬路市                   | 姬路市 |
| 安室村       | 安室村                  | 1936年4月1日 併入姬路市  | 姬路市                  | 姬路市                  | 1946年3月1日 合併為姬路市 | 姬路市                   | 姬路市                  | 姬路市                   | 姬路市 |
| 荒川村       |                         | 1936年4月1日 併入姬路市  | 姬路市                  | 姬路市                  | 1946年3月1日 合併為姬路市 | 姬路市                   | 姬路市                  | 姬路市                   | 姬路市 |
| 手柄村       |                         | 1936年4月1日 併入姬路市  | 姬路市                  | 姬路市                  | 1946年3月1日 合併為姬路市 | 姬路市                   | 姬路市                  | 姬路市                   | 姬路市 |
| 飾磨町       | 飾磨町                  | 飾磨町                   | 飾磨町                  | 1940年2月11日 飾磨市    | 1946年3月1日 合併為姬路市 | 姬路市                   | 姬路市                  | 姬路市                   | 姬路市 |
| 下中島村     | 1919年4月1日 併入飾磨町 | 飾磨町                   | 飾磨町                  | 1940年2月11日 飾磨市    | 1946年3月1日 合併為姬路市 | 姬路市                   | 姬路市                  | 姬路市                   | 姬路市 |
| 津田村       | 津田村                  | 1933年4月1日 併入飾磨町  | 飾磨町                  | 1940年2月11日 飾磨市    | 1946年3月1日 合併為姬路市 | 姬路市                   | 姬路市                  | 姬路市                   | 姬路市 |
| 高濱村       | 高濱村                  | 高濱村                   | 1936年4月1日 併入飾磨町 | 1940年2月11日 飾磨市    | 1946年3月1日 合併為姬路市 | 姬路市                   | 姬路市                  | 姬路市                   | 姬路市 |
| 英賀保村     |                         |                          | 1936年4月1日 併入飾磨町 | 1940年2月11日 飾磨市    | 1946年3月1日 合併為姬路市 | 姬路市                   | 姬路市                  | 姬路市                   | 姬路市 |
| 妻鹿村       | 妻鹿村                  | 1927年11月1日 妻鹿町     | 1938年4月1日 併入飾磨町 | 1940年2月11日 飾磨市    | 1946年3月1日 合併為姬路市 | 姬路市                   | 姬路市                  | 姬路市                   | 姬路市 |
| 白濱村       | 白濱村                  | 1936年1月11日 白濱町     | 1936年1月11日 白濱町    | 1936年1月11日 白濱町    | 1946年3月1日 合併為姬路市 | 姬路市                   | 姬路市                  | 姬路市                   | 姬路市 |
| 八幡村       | 八幡村                  | 八幡村                   | 八幡村                  | 1941年4月1日 廣畑町     | 1946年3月1日 合併為姬路市 | 姬路市                   | 姬路市                  | 姬路市                   | 姬路市 |
| 廣村         |                         |                          |                         | 1941年4月1日 廣畑町     | 1946年3月1日 合併為姬路市 | 姬路市                   | 姬路市                  | 姬路市                   | 姬路市 |
| 八木村       | 八木村                  | 八木村                   | 八木村                  | 八木村                  | 1954年7月1日 併入姬路市   | 姬路市                   | 姬路市                  | 姬路市                   | 姬路市 |
| 糸引村       |                         |                          |                         |                         | 1954年7月1日 併入姬路市   | 姬路市                   | 姬路市                  | 姬路市                   | 姬路市 |
| 曾左村       |                         |                          |                         |                         | 1954年7月1日 併入姬路市   | 姬路市                   | 姬路市                  | 姬路市                   | 姬路市 |
| 部村         |                         |                          |                         |                         | 1954年7月1日 併入姬路市   | 姬路市                   | 姬路市                  | 姬路市                   | 姬路市 |
| 四鄉村       | 四鄉村                  | 四鄉村                   | 四鄉村                  | 四鄉村                  | 四鄉村                    | 1957年10月1日 併入姬路市 | 姬路市                  | 姬路市                   | 姬路市 |
| 御國野村     |                         |                          |                         |                         |                           | 1957年10月1日 併入姬路市 | 姬路市                  | 姬路市                   | 姬路市 |
| 花田村       |                         |                          |                         |                         |                           | 1957年10月1日 併入姬路市 | 姬路市                  | 姬路市                   | 姬路市 |
| 別所村       |                         |                          |                         |                         |                           | 1957年10月1日 併入姬路市 | 姬路市                  | 姬路市                   | 姬路市 |
| 的形村       | 的形村                  | 的形村                   | 的形村                  | 的形村                  | 的形村                    | 的形村                   | 1958年1月1日 併入姬路市 | 姬路市                   | 姬路市 |
| 谷外村       | 谷外村                  | 谷外村                   | 谷外村                  | 谷外村                  | 1954年8月1日 飾東村       | 1954年8月1日 飾東村      | 1958年1月1日 併入姬路市 | 姬路市                   | 姬路市 |
| 谷內村       |                         |                          |                         |                         | 1954年8月1日 飾東村       | 1954年8月1日 飾東村      | 1958年1月1日 併入姬路市 | 姬路市                   | 姬路市 |
| 船津村       | 船津村                  | 船津村                   | 船津村                  | 船津村                  | 船津村                    | 1956年4月3日 神南町      | 1958年1月1日 併入姬路市 | 姬路市                   | 姬路市 |
| 山田村       |                         |                          |                         |                         |                           | 1956年4月3日 神南町      | 1958年1月1日 併入姬路市 | 姬路市                   | 姬路市 |
| 豐富村       |                         |                          |                         |                         |                           | 1956年4月3日 神南町      | 1958年1月1日 併入姬路市 | 姬路市                   | 姬路市 |
| 大鹽村       | 1926年4月1日 大鹽町     | 1926年4月1日 大鹽町      | 1926年4月1日 大鹽町     | 1926年4月1日 大鹽町     | 1926年4月1日 大鹽町       | 1926年4月1日 大鹽町      | 1959年5月1日 併入姬路市 | 姬路市                   | 姬路市 |
| 家島村       | 家島村                  | 1928年11月10日 家島町    | 1928年11月10日 家島町   | 1928年11月10日 家島町   | 1928年11月10日 家島町     | 1928年11月10日 家島町    | 1928年11月10日 家島町   | 2006年3月27日 併入姬路市 | 姬路市 |
| 置鹽村       | 置鹽村                  | 置鹽村                   | 置鹽村                  | 置鹽村                  | 置鹽村                    | 1955年7月1日 夢前町      | 1955年7月1日 夢前町     | 2006年3月27日 併入姬路市 | 姬路市 |
| 鹿谷村       |                         |                          |                         |                         |                           | 1955年7月1日 夢前町      | 1955年7月1日 夢前町     | 2006年3月27日 併入姬路市 | 姬路市 |
| 菅野村       |                         |                          |                         |                         |                           | 1955年7月1日 夢前町      | 1955年7月1日 夢前町     | 2006年3月27日 併入姬路市 | 姬路市 |
| 安師村       | 安師村                  | 安師村                   | 安師村                  | 安師村                  | 安師村                    | 1956年7月1日 安富町      | 1956年7月1日 安富町     | 2006年3月27日 併入姬路市 | 姬路市 |
| 富棲村       |                         |                          |                         |                         |                           | 1956年7月1日 安富町      | 1956年7月1日 安富町     | 2006年3月27日 併入姬路市 | 姬路市 |
| 香呂村       | 香呂村                  | 香呂村                   | 香呂村                  | 香呂村                  | 1954年3月31日 香寺町      | 1954年3月31日 香寺町     | 1954年3月31日 香寺町    | 2006年3月27日 併入姬路市 | 姬路市 |
| 中寺村       |                         |                          |                         |                         | 1954年3月31日 香寺町      | 1954年3月31日 香寺町     | 1954年3月31日 香寺町    | 2006年3月27日 併入姬路市 | 姬路市 |

資料來源：

## 地理

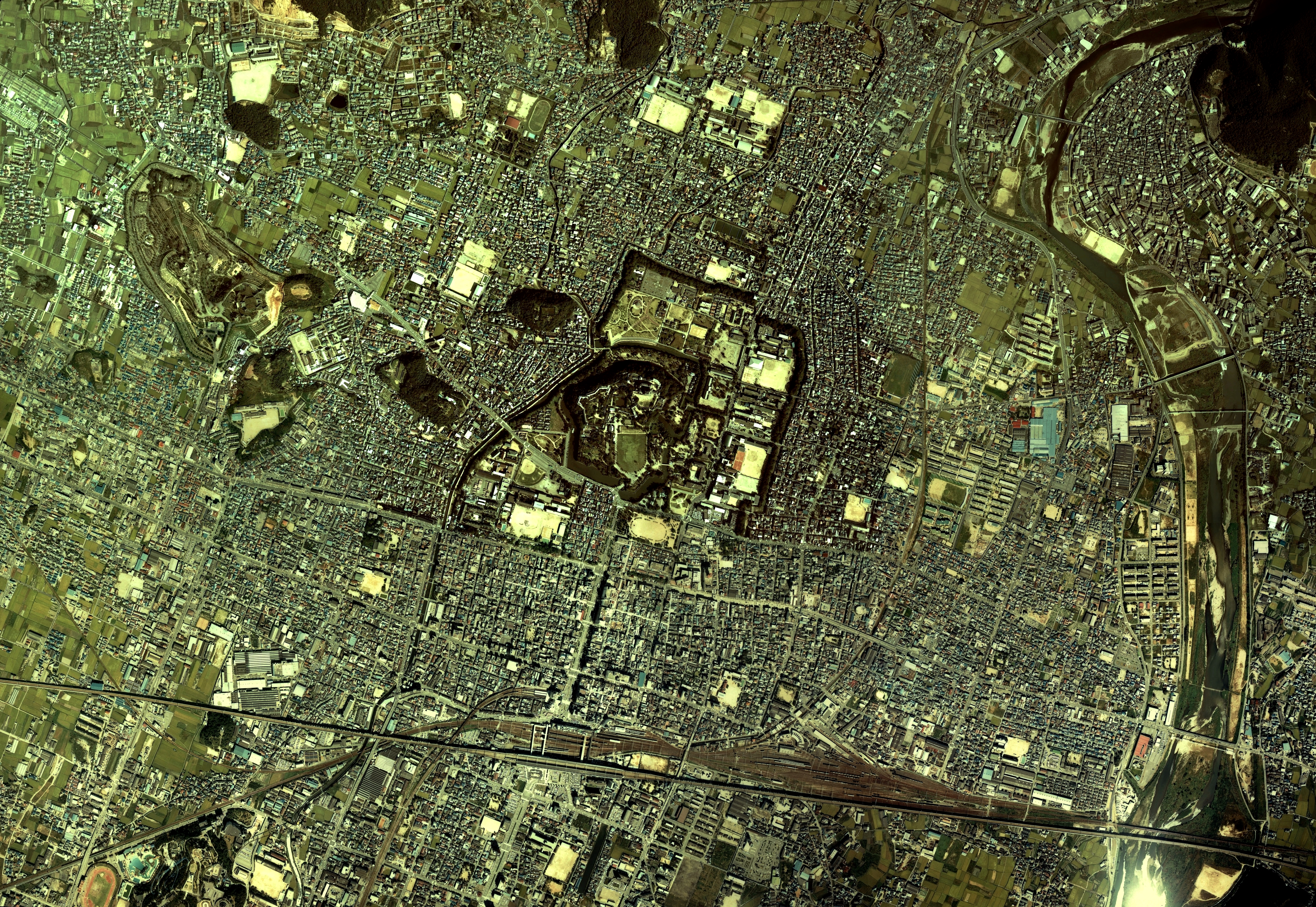
1980年代的姬路市中心衛星地圖

姬路市位於兵庫縣西部播磨平原中西部，是播磨地方（舊飾磨縣）的中心城市。姬路市轄區內的主要河川包括位於中東部的市川、中部的船場川、野田川（外堀川、三左衛門堀）、中西部的夢前川、大津茂川、西部的揖保川，這些河流都是往南匯入播磨灘。姬路市域內的主要山峰則有市中心的姬山、市中心北部的廣峰山和增位山、市區西北部的書寫山、市區北部的明神山和雪彥山。其中市中心的姬山是姬路城的所在地，姬路城下町亦是圍繞姬山開始發展。山陽新幹線和山陽本線橫貫姬路市中心。
姬路市的中心地區是以江戶時代姬路城下町為基礎發展，使得1970年代之前姬路市主城區集中在姬路車站以北地區。但在1972年山陽新幹線開通之後，姬路車站新設南口，車站南側地區開始有顯著發展:86。近年姬路車站附近地區進行了土地區劃整理，市中心地區正進行大規模的再開發。2006年市町村合併之後，位於瀨戶內海中的家島群島也成為姬路市的一部分。家島群島由40多個島嶼組成，是近畿地方重要的建設用石材供給地之一:85。

### 氣候
姬路市的氣候屬於瀨戶內海式氣候，按柯本氣候分類法則為冬冷夏熱的副熱帶濕潤氣候（Cfa）。瀨戶內海式氣候的特徵是晴朗天氣日數多，降水量相對偏少。姬路市年均降水量是1199.0mm，低於日本平均水準。姬路市在夏季時多被太平洋高氣壓覆蓋，有時會發生瀨戶內海沿岸地區特有的天氣現象凪，導致氣溫急劇升高。冬季的姬路市則多晴天，較少發生積雪的情況。位於瀨戶內海之中的家島群島則比姬路市本土的瀨戶內海氣候特徵更加顯著。
| 姬路 （姬路市神子岡前） | 姬路 （姬路市神子岡前） | 姬路 （姬路市神子岡前） | 姬路 （姬路市神子岡前） | 姬路 （姬路市神子岡前） | 姬路 （姬路市神子岡前） | 姬路 （姬路市神子岡前） | 姬路 （姬路市神子岡前） | 姬路 （姬路市神子岡前） | 姬路 （姬路市神子岡前） | 姬路 （姬路市神子岡前） | 姬路 （姬路市神子岡前） | 姬路 （姬路市神子岡前） | 姬路 （姬路市神子岡前） |
| 月份                    | 1月                     | 2月                     | 3月                     | 4月                     | 5月                     | 6月                     | 7月                     | 8月                     | 9月                     | 10月                    | 11月                    | 12月                    | 全年                    |
| ----------------------- | ----------------------- | ----------------------- | ----------------------- | ----------------------- | ----------------------- | ----------------------- | ----------------------- | ----------------------- | ----------------------- | ----------------------- | ----------------------- | ----------------------- | ----------------------- |
| 历史最高温 °C（°F）     | 17.4 (63.3)             | 21.6 (70.9)             | 22.5 (72.5)             | 28.0 (82.4)             | 31.8 (89.2)             | 33.5 (92.3)             | 36.9 (98.4)             | 37.7 (99.9)             | 36.1 (97.0)             | 30.3 (86.5)             | 26.4 (79.5)             | 21.5 (70.7)             | 37.7 (99.9)             |
| 平均高温 °C（°F）       | 9.3 (48.7)              | 9.9 (49.8)              | 13.1 (55.6)             | 18.9 (66.0)             | 23.1 (73.6)             | 26.5 (79.7)             | 30.2 (86.4)             | 32.1 (89.8)             | 28.3 (82.9)             | 22.7 (72.9)             | 17.0 (62.6)             | 11.9 (53.4)             | 20.2 (68.4)             |
| 日均气温 °C（°F）       | 4.1 (39.4)              | 4.6 (40.3)              | 7.8 (46.0)              | 13.4 (56.1)             | 18.1 (64.6)             | 22.1 (71.8)             | 26.0 (78.8)             | 27.5 (81.5)             | 23.6 (74.5)             | 17.3 (63.1)             | 11.5 (52.7)             | 6.4 (43.5)              | 15.2 (59.4)             |
| 平均低温 °C（°F）       | −0.2 (31.6)             | 0.1 (32.2)              | 2.8 (37.0)              | 8.0 (46.4)              | 13.0 (55.4)             | 18.1 (64.6)             | 22.7 (72.9)             | 23.7 (74.7)             | 19.5 (67.1)             | 12.7 (54.9)             | 6.8 (44.2)              | 2.0 (35.6)              | 10.8 (51.4)             |
| 历史最低温 °C（°F）     | −10.0 (14.0)            | −7.8 (18.0)             | −7.6 (18.3)             | −2.0 (28.4)             | 1.5 (34.7)              | 7.9 (46.2)              | 13.0 (55.4)             | 14.3 (57.7)             | 8.9 (48.0)              | 1.7 (35.1)              | −2.0 (28.4)             | −7.4 (18.7)             | −10.0 (14.0)            |
| 平均降水量 mm（）       | 35.9 (1.41)             | 51.7 (2.04)             | 96.0 (3.78)             | 103.8 (4.09)            | 146.6 (5.77)            | 164.6 (6.48)            | 167.0 (6.57)            | 95.9 (3.78)             | 147.6 (5.81)            | 94.1 (3.70)             | 59.1 (2.33)             | 36.7 (1.44)             | 1,199 (47.20)           |
| 平均降雨天数            | 4.7                     | 6.1                     | 9.2                     | 8.8                     | 9.6                     | 11.1                    | 10.0                    | 6.5                     | 9.2                     | 7.4                     | 5.4                     | 4.6                     | 92.7                    |
| 平均相對濕度（％）      | 69                      | 68                      | 67                      | 66                      | 70                      | 75                      | 78                      | 73                      | 73                      | 73                      | 73                      | 72                      | 71                      |
| 月均日照時數            | 149.2                   | 141.4                   | 165.4                   | 191.2                   | 198.8                   | 161.8                   | 172.9                   | 211.5                   | 156.9                   | 171.6                   | 154.5                   | 157.7                   | 2,032.6                 |
| 来源：日本氣象廳        |                         |                         |                         |                         |                         |                         |                         |                         |                         |                         |                         |                         |                         |

## 人口
姬路市在1889年剛成立時，面積只有3.03平方公里，人口24,958人:81；此後隨著都市化的進展和轄區面積的擴大，姬路市的人口亦穩定增加。1968年時，姬路市的人口已超過40萬人:271。然而在2003年，姬路市人口達到536,562人的高峰之後已開始減少；至2017年4月1日時，姬路市人口為533,077人。
雖然姬路市的總和生育率達1.56，略高於日本平均水準，但由於人口持續流出，姬路市的人口仍然持續減少。現在姬路市正試圖通過改善育兒環境等方式試圖降低人口減少速度，並促進姬路市和鄰近區域的人口交流來抑制人口減少對經濟造成的負面影響。
| 姬路市人口分布圖 |                                               |  |
| 姬路市與日本全國年齡別人口分布比較圖 （2005年資料） | 姬路市的年齡、男女別人口分布圖 （2005年資料） |  |
| ■紫色是姬路市 ■綠色是全国 | ■藍色是男性 ■紅色是女性                       |  |
| 姬路市人口變化 \| 1970年 \| 447,666人 \| \| \| 1975年 \| 479,360人 \| \| \| 1980年 \| 494,825人 \| \| \| 1985年 \| 506,101人 \| \| \| 1990年 \| 509,129人 \| \| \| 1995年 \| 527,854人 \| \| \| 2000年 \| 534,969人 \| \| \| 2005年 \| 536,232人 \| \| \| 2010年 \| 536,270人 \| \| \| 2015年 \| 535,644人 \| \| \| 2020年 \| 530,495人 \| \| |                                               |  |
| 資料來源：日本總務省統計中心提供之人口普查數據 |                                               |  |
| 1970年 | 447,666人                                     |  |
| 1975年 | 479,360人                                     |  |
| 1980年 | 494,825人                                     |  |
| 1985年 | 506,101人                                     |  |
| 1990年 | 509,129人                                     |  |
| 1995年 | 527,854人                                     |  |
| 2000年 | 534,969人                                     |  |
| 2005年 | 536,232人                                     |  |
| 2010年 | 536,270人                                     |  |
| 2015年 | 535,644人                                     |  |
| 2020年 | 530,495人                                     |  |

## 政治
平成大合併以前的原姬路市地區在日本眾議院選舉中屬於兵庫縣第11區，平成大合併中被併入姬路市的地區則與相生市、龍野市、赤穗市、宍粟市、市川町、福崎町、神河町、太子町、上郡町、佐用町同屬於兵庫縣第12區。就2000年後的各次選舉結果來看，兵庫第11區是民主黨較強的選舉區，除了2005年眾議院選舉之外，民主黨的松本剛明皆順利當選（但松本已在2015年離開民主黨並在之後加入自民黨）。2017年眾議院選舉時，松本仍繼續在兵庫11區當選。2021年眾議院選舉延續了這一情況。
姬路市的現任市長是清元秀泰，他在2019年首次當選。姬路市議會共有47名議員；兵庫縣議會中，姬路市則共有8名議員的席次。作為播磨地方的中心城市，兵庫縣中播磨縣民中也設於此。

## 經濟

### 農業
和日本大多數城市地區一樣，農業只在姬路市經濟中佔據很小的比例。2010年時，姬路市的農家數共有9,158戶，其中只有761戶是專業農家。2014年時，姬路市的農地面積有4,642公頃。姬路市所在的播磨平原在江戶時代生產的主要產品是「播磨三白」（米、棉、鹽）:276。現在雖然姬路的棉花生產並不興盛，但稻米仍然是姬路市的主要農產品之一。此外，姬路的主要農產品還有無花果、蔥、蜜瓜等產品。姬路市的林業和漁業亦有一定規模。姬路市的森林面積位居兵庫縣第七位；漁獲量則位居兵庫縣第二位，僅次於淡路市。

### 工業

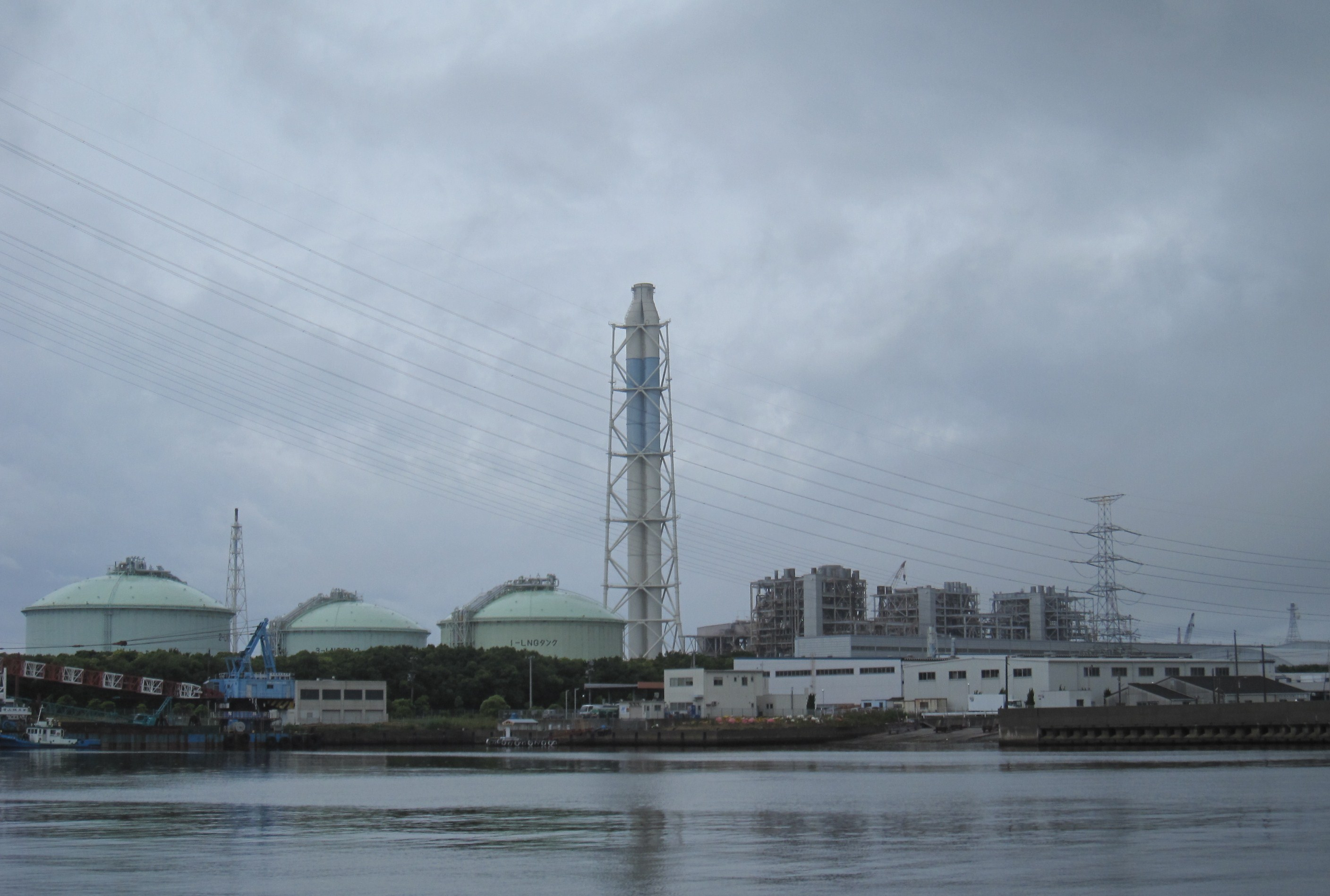
關西電力姬路第二發電所

姬路市是兵庫縣內重要的工業都市。2012年，姬路市的製造業產品生產金額在日本全國排名第16位，在兵庫縣內則僅次於神戶市，位居次席。姬路的近代工業開始於1878年官營姬路紡織所的創建:84。播磨地方曾是日本重要的棉花產地，給姬路的紡織業發展提供了良好環境。進入大正時代之後，因姬路市「軍都」的特徵，使得重工業在姬路工業中的地位迅速提高。1939年，位於姬路市南部沿海地區的廣畑製鐵所開始投入生產，是當時日本最大規模的煉鋼廠之一。同一時期，山陽特殊製鋼等企業也開始在姬路設廠。這些鋼鐵工廠大多位於沿海區域，使得姬路成為日本一大鋼鐵冶煉業中心:85。但重工業的發展同時也伴隨著紡織工業的蕭條。二戰時期姬路的眾多紡織工廠都被軍需工廠取代:278。
姬路的工業在二戰和戰後曾陷入停滯，但在1950年代中期之後再次發展。1957年，播磨臨海工業地帶被日本政府認定為繼京濱、中京、阪神、北九州之後的第五個工業地帶:278。此後在1964年，姬路市被列入工業整備特別地域，姬路市的沿海地區因此興建眾多填海地並設立火力發電廠，成為近畿地方的主要鋼鐵和能源供給地。現在鋼鐵工業、電機工業、化學工業在姬路市工業中佔比重最大。在姬路設有工廠的主要大企業包括三菱電機、大賽璐、日本化藥、住友精化等企業。姬路市的傳統產業亦具有特色，代表的傳統產業有皮革等產業。

### 服務業
服務業在姬路市經濟總量中佔據最大比重。日本主要乳幼兒服裝用品企業之一的西松屋創業於姬路，現在總部仍然位於姬路市。姬路市是播磨地方的商業中心，山陽百貨店和大和屋敷是兩大姬路發祥的零售業企業。由於擁有日本最大的現存天守，姬路市是兵庫縣吸引遊客最多的城市之一。2015年，到訪姬路市的觀光客數超過1190萬人，和2014年比增加了30.1%，顯示完成平成大修理之後的姬路城對姬路的觀光產業起到巨大振興作用。現在姬路市已將觀光產業作為姬路市的重點發展產業，以姬路城作為姬路市的最重要觀光資源，期待能吸引更多觀光客。 

## 交通

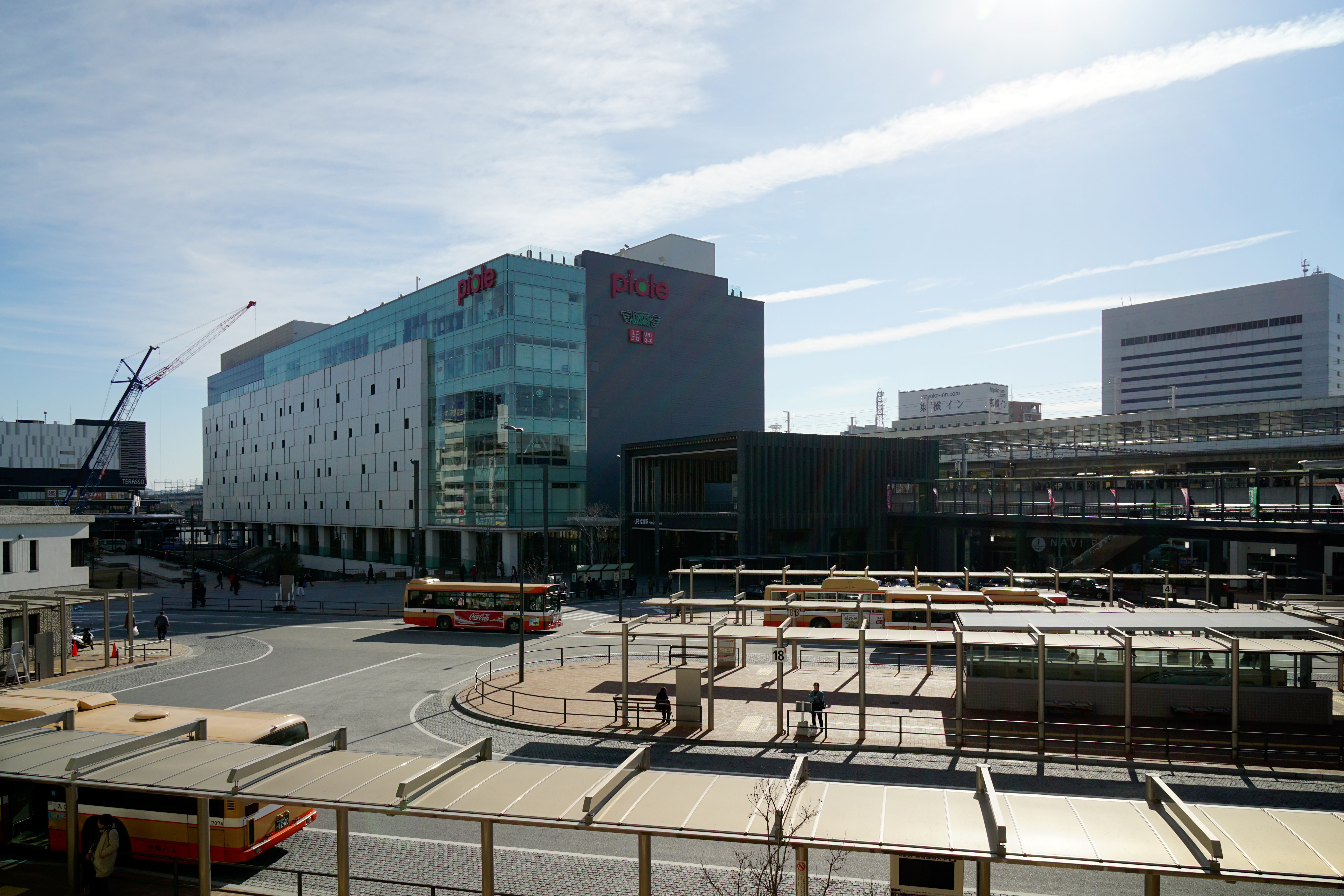
姬路車站

姬路市是兵庫縣西部的鐵路交通中心，市內鐵路由西日本旅客鐵道（JR西日本）和山陽電氣鐵道兩家鐵路公司運營。姬路車站是姬路市的鐵路交通中心，JR神戶線、山陽本線、播但線、姬新線四條在來線路線及山陽新幹線在此交會。山陽電氣鐵道的姬路車站也靠近JR的姬路車站。1972年，新大阪車站至岡山車站之間的山陽新幹線開通，途徑姬路車站，標誌姬路市進入新幹線時代，至東京及山陽地方、九州的陸路交通大幅改善。
山陽電氣鐵道在姬路市有本線和網干線兩條路線。途徑姬路市的高速公路有山陽自動車道和中国自動車道。姬路市內的巴士交通則主要由神姬巴士運營。自姬路市有前往小豆島、家島群島等地的渡船。
姬路市內過去在1970年代在姬路車站至手柄山之間曾有單軌鐵路運行，但因票價昂貴導致乏人乘坐，僅通車8年之後就告關閉。自1980年代起，也曾提出建立「播磨機場」的計畫，但至今仍未能成案。

## 文化教育
姬路市地處日本傳統文化中心地區之一的近畿地方的外緣區，擁有獨特的地方文化。姬路市的方言屬於播州方言，雖然屬於近畿方言，但和中國地方及四國地方的方言有較多近似之處:44。
姬路市主要的祭典活動有姬路浴衣祭、姬路城祭、以灘之喧嘩祭為代表的播州秋祭等活動。姬路浴衣祭於每年6月舉行，是姬路城守護神長壁神社的夏祭，亦是關西地區規模最大的浴衣文化活動之一。播州秋祭是播磨地方一帶神社在秋季舉行的例大祭的總稱，其中灘之喧嘩祭於每年10月14日和10月15日舉行，是姬路市白濱町松原八幡神社的秋季例大祭，在播州秋祭中最為知名。
姬路市的主要文化設施有兵庫縣立歷史博物館、利用舊第十師團兵器部倉庫改建的姬路市立美術館。
姬路市內的高等教育機構有兵庫縣立大學姬路校區（前身是姬路工業大學）、姬路大學、姬路獨協大學等學校。

## 姊妹城市
姬路市與六個外國城市及兩個本國城市締結為姊妹城市。

### 日本國內
| 縣     | 城市   | 締結日期       |
| ------ | ------ | -------------- |
| 長野縣 | 松本市 | 1966年11月17日 |
| 鳥取縣 | 鳥取市 | 1972年3月8日   |

### 海外
| 國家           | 城市                     | 締結日期      |
| -------------- | ------------------------ | ------------- |
| 比利时         | 沙勒羅瓦                 | 1965年7月13日 |
| 美国           | 鳳凰城（亞利桑那州）     | 1976年11月3日 |
|                | 阿德萊德（南澳大利亞州） | 1982年4月19日 |
| 巴西           | 庫里奇巴（巴拉那州）     | 1954年5月14日 |
| 中华人民共和国 | 太原市（山西省）         | 1987年5月20日 |
|                | 馬山市（慶尚南道）       | 2000年4月18日 |

此外姬路城還和法國的尚蒂伊城堡締結為姊妹城堡。

## 外部連結
行政
- 姫路市（页面存档备份，存于）

旅遊
- 姫路わが街ガイド
- 姫路観光協会 （页面存档备份，存于）

其他
- OpenStreetMap上有關姬路市的地理